# Silver City (Nowy Meksyk)
Silver City – miasto w Stanach Zjednoczonych, w stanie Nowy Meksyk, siedziba administracyjna hrabstwa Grant.